# Giovanni Pellei
Giovanni Pellei (Radicofani, ... – Radicofani, 8 luglio 1664) è stato un vescovo cattolico italiano.

## Biografia
Giovanni Pellei, talvolta trascritto anche come Pellejo, nacque a Radicofani ed entrò nell'Ordine dei frati minori conventuali. Fu dottore in teologia e ricoprì i ruoli di padre guardiano nei conventi francescani di Arezzo, di Firenze e di Siena. Fu anche inquisitore generale a Siena.
Venne nominato vescovo di Grosseto da papa Alessandro VII l'11 febbraio 1664. Il 29 febbraio affidò provvisoriamente al padre guardiano dei conventuali di Grosseto l'amministrazione della diocesi, in quanto impegnato a sbrigare alcuni incarichi lasciati in sospeso. Il Pellei, tuttavia, si ammalò improvvisamente e morì a Radicofani l'8 luglio di quell'anno. Trasportata la salma a Siena, fu tumulata nella basilica di San Francesco.